# Sida clementii
Sida clementii är en malvaväxtart som beskrevs av Karel Domin. Sida clementii ingår i släktet sammetsmalvor, och familjen malvaväxter. Inga underarter finns listade i Catalogue of Life.